# Nossa Senhora de Quibeo
Nossa Senhora de Quibeo é o nome dado às aparições marianas a algumas adolescentes, na década de 1980 em Quibeo, Ruanda. As aparições transmitiam várias mensagens para as crianças em idade escolar, incluindo uma visão apocalíptica de Ruanda caindo em violência e ódio, possivelmente prevendo o genocídio de 1994 em Ruanda.
Em 2001, o bispo local da Igreja Católica reconheceu oficialmente as visões de três crianças.

## Aparições
Quibeo é uma pequena vila localizada no sudoeste de Ruanda. As aparições começaram em 28 de novembro de 1981, em um momento de crescente tensão entre os grupos tútsis e Hútus.
Ao longo dos anos 80, a Virgem Maria apareceu para três jovens, identificando-se como Nyina wa Jambo ( Kinyarwanda para "Mãe do Verbo "), que era sinônimo de Umubyeyi W'Imana (" Mãe de Deus "). Os videntes adolescentes relataram que a Virgem pediu a todos que rezassem para evitar uma guerra terrível. Na visão de 19 de agosto de 1982, todos relataram ter visto violência, cadáveres desmembrados e destruição.
A série mais longa de visões foi atribuída a Alphonsine Mumureke, que recebeu a visão inicial logo após sua admissão na Colégio de Quibeo, em outubro de 1981, após a educação primária e a última em 28 de novembro de 1989. Anathalie Mukamazimpaka foi a próxima a ter visões, que durou de janeiro de 1982 a 3 de dezembro de 1983. Eles enfatizavam intermináveis orações e expiação, com a Virgem instruindo Mukamazimpaka a realizar penitências através da mortificação da carne. Marie Claire Mukangango, que havia inicialmente intimidado Mumureke na escola por causa das visões, experimentou aparições que duraram de 2 de março a 15 de setembro de 1982. A Virgem disse a Mukangango que as pessoas deveriam rezar ao Terço das Sete Dores para obter o favor do arrependimento.
Um fato incomum relacionado a essa aparição foi a capacidade das videntes ficaram por longos minutos olhando fixamente para o sol, sem lacrimejar e sem queimar a retina.
Durante sua visita a Ruanda em 1990, o Papa João Paulo II exortou os fiéis a se voltarem para a Virgem como um "guia simples e seguro" e a orar por um maior compromisso contra as divisões locais, políticas e étnicas.

### Ligações com o genocídio em Ruanda
Nos 100 dias que se seguiram ao assassinato do ditador e presidente de Ruanda Juvénal Habyarimana, em 6 de abril de 1994, de 800.000 a mais de um milhão de ruandeses foram massacrados por seus compatriotas, e, em alguns casos, por vizinhos. O genocídio foi o ponto culminante da intensificação da animosidade entre os dois grupos étnicos - os hutus e os tutsis - e a guerra civil que o precedeu. O próprio Quibeo foi o local de dois enormes massacres: o primeiro na igreja paroquial em abril de 1994 e o segundo um ano depois, onde mais de 5.000 refugiados que se abrigaram lá foram mortos a tiros. Marie Claire Mukangango e seu marido estavam entre os mortos no massacre de abril de 1995.

### Visionários (videntes) aprovados
Somente as visões dos três primeiros videntes (Alphonsine Mumureke, Nathalie Mukamazimpaka e Marie Clare Mukangango, com 17, 20 e 21 anos, respectivamente) receberam a aprovação solene de Augustin Misago, Bispo de Gikongoro.

## Santuário
O santuário mariano de Quibeo foi nomeado "Santuário de Nossa Senhora das Dores" em 1992. A primeira pedra foi lançada em 28 de novembro de 1992. Em um acordo de 2003 entre o Ordinário local e a Sociedade do Apostolado Católico (Pallotines), a reitoria do Santuário de Nossa Senhora de Quibeo é confiada aos Padres Palotinos. O reitor é nomeado pelo bispo local e pelo reitor regional palotino.